# Pedro Uriol
Pedro Uriol (Madrid, 1970) es un productor de cine español conocido principalmente por producir películas como El aviso o Bon Appétit y series como Diablero.

## Biografía
Licenciado en Ciencias Económicas por la Universidad Autónoma de Madrid, Master en Producción de Cine y Televisión (MEGA) por la Media Business School, ‘Producer on the Move’ por European Film Promotion (EFP) y Graduado en Inside Pictures, Pedro se incorporó a Morena Films en 1999 como Director de Negocios y Asuntos Jurídicos.
A lo largo de su carrera ha participado activamente en producciones internacionales como One of the Hollywood Ten (Karl Francis) e Inferno, de Joaquim Leitao y películas nacionales como Gente Pez, (Jorge Iglésias); El Lápiz del Carpintero (Antón Reixa); Canícula, (de Álvaro García-Capelo) y Peor Imposible (de David Blanco y Jorge Semprún).
Como productor, Pedro ha producido varios largometrajes de ficción reconocidos internacionalmente, como el thriller psicológico El Aviso (Daniel Calparsoro), el thriller apocalíptico Los últimos días (Alex y David Pastor); el drama histórico Drama Farewell, My Queen (Benôit Jacquot); el drama romántico Bon Appétit (David Pinillos) y el drama social America (Joao Nuno Pinto). También ha producido una amplia gama de comedias nacionales como Salir Pitando (Álvaro Fernández-Armero); SLAM y Fin de Curso (ambas dirigidas por Miguel Martí).
Actualmente es productor ejecutivo de Diablero, una serie para Netflix en México; Intemperie, un drama de época dirigido por Benito Zambrano; y Bajocero, un thriller de acción dirigido por Lluís Quilez.
Pedro Uriol es además miembro de la Academia de las Artes y las Ciencias Cinematográficas de España.

## Filmografía

### Películas
- Bajocero (2020), de Lluís Quílez
- Intemperie (2019), de Benito Zambrano
- El Aviso (2018), de Daniel Calparsoro
- Los últimos días (2013), de Àlex Pastor y David Pastor
- Adiós a la reina (2012), de Benôit Jacquot
- Bon Appétit (2010), de David Pinillos
- América (2010), de Joao Nuno Pinto
- Salir Pitando (2007), de Álvaro Fernández-Armero
- Fin de Curso (2005), de Miguel Mart
- SLAM (2003), de Miguel Mart

### Series de TV
- Diablero (2018).